# フィンランド文化財団
フィンランド文化財団（フィンランド語: Suomen Kulttuurirahasto）とはフィンランドの文化・科学の振興を目的とした非営利の民間財団である。

## 活動
フィンランド文化財団は、芸術・科学分野の研究者に助成金を授与することを主な活動内容としている。また、様々な賞の授与、講座や会議の開催も行っている。
毎年、フィンランド文化財団は3000万ユーロ以上の資金でフィンランドの科学と文化を支援しており、そのほぼ3分の1は地域基金から拠出されている。2013年には、約16900人の助成金申請者があり、そのうち約2100人が助成金を受け取った。

## 資金
当財団の総資産は約16億ユーロで、ヨーロッパ最大の民間財団のひとつとなっている。
フィンランド文化財団は、主な基金による資金と17の地域からの基金で構成されている。
主な基金
- 南カレリア県基金
- 南ポフヤンマー県基金
- 南サヴォ県基金
- ハメ基金
- カイヌー県基金
- 中部ポフヤンマー県基金
- 中央スオミ県基金
- キュメンラークソ県基金
- ラップランド基金
- ピルカンマー県基金
- 北カレリア県基金
- 北ポフヤンマー県基金
- 北サヴォ県基金
- パイヤト＝ハメ県基金
- サタクンタ県基金
- ウーシマー県基金
- 正統フィンランド県基金

2018年12月31日現在、財団はフタマキ（食品や飲料の包装材の大手企業）の11.14%の株を保有しており、筆頭株主となっている。

## 歴史
1939年2月27日、財団法人フィンランド文化財団が設立された。財団設立の理由は、フィンランド語を話す科学者や芸術家は、1907年に設立されたスウェーデン文化基金の支援を受けていたスウェーデン語を話す同僚に比べ、経済的支援が少なかったからである。
1937年、フィンランド文化財団支援協会が設立され、政治家であり歴史研究者でもあったラウリ・アードルフ・プンティラが主要な支援者となった。1938年、文化財団の最初の資金は、フィンランドの全自治体で3万人の小学生が参加した戸別訪問収集によって集められた。約17万人のフィンランド人がこの募金に参加し、合計270万マルクの寄付が集まった。さらに、18000人の人々が独自の寄付活動に参加した。最初に注目を集めたのは、アシッカラのヘミ・ヌッティラ氏で50万マルク寄付をした。